# Willy Wild
Willy Wild (* 29. November 1919 in Frankfurt am Main; † 11. Februar 1994) war ein deutscher Politiker (SPD) und Abgeordneter des Hessischen Landtags.

## Leben
Willy Wild machte nach der Volksschule eine Schriftgießerlehre und besuchte danach die Sozialakademie Dortmund. Er arbeitete als Schriftgießer und war seit 1949 Betriebsratsvorsitzender und Aufsichtsratsmitglied der D. Stempel AG in Frankfurt am Main.
Zudem war er Mitglied der SPD und für diese vom 1. Dezember 1958 bis zum 30. November 1966 Mitglied des Hessischen Landtags.
Willy Wild war Mitglied der Selbstverwaltung der LVA und ehrenamtlicher Richter am Landesarbeitsgericht Hessen.